# Зулейха відкриває очі
«Зулейха відкриває очі» (рос. Зулейха открывает глаза) — роман російськомовної письменниці Гузелі Яхіної про розкуркулення 30-х років XX століття. Опубліковано в 2015 році в «Редакції Олени Шубіної» видавництва АСТ. Кінокомпанією «Русское» для телеканалу «Росія 1» за романом в 2019 році знятий 8-серійний фільм з Чулпан Хаматовою в головній ролі.

## Сюжет
Дія роману «Зулейха відкриває очі» починається 1930 року в далекому татарському селі. Взимку 1930-го у селянки Зулейхи вбивають чоловіка, а її саму разом з сотнями інших переселенців відправляють у вагоні-теплушці з каторжним маршрутом до Сибіру. В другій частині роману розповідається історія виживання засланців, кинутих у глухій тайзі на березі Ангари без їжі, даху і теплого одягу. Купці людей різних національностей, конфесій і доль доводиться разом боротися за виживання проти суворої природи і нового уряду.

## Історія

### Передумови
Тема доль розкуркулених і життя в спецпоселенні зацікавила Яхіну завдяки розповідям її бабусі, яка пережила заслання до Сибіру. Однак реальних епізодів з її біографії в романі немає, текст створений на основі мемуарів великої кількості інших розкуркулених. Всі історії об'єднував період між 1930 і 1946 роками.
Підготовка до написання книги зайняла у автора два роки, ще вісім місяців пішло на безпосередню роботу над текстом.
Прообразом для спецпоселення Семрук стало трудове селище Піт-Городок, в якому у дитинстві жила бабуся автора. У 1994 році селище припинило своє існування, та, за словами Яхіної, з 1997 року його немає на картах, але колишні пітчани та їхні діти зберігають його пам'ять і щоліта відвідують місцевий цвинтар.

### Персонажі
- Зулейха — селянка, головна героїня книги
- Муртаза — чоловік Зулейхи
- Упириха — мати Муртази
- Іван Ігнатов
- Юзуф
- професор Лейбе
- художник Іконніков
- Сумлинський
- Ізабелла Леопольдівна
- Лукка
- Василь Горєлов
- Коваль Зіновій

### Публікація
Спочатку текст «Зулейхи» був написаний у вигляді сценарію, як навчальна робота для Московської школи кіно. У формі роману історія набула інших ритмів розвитку сюжету й кінцівку.
Перша публікація уривків роману відбулася в 2014 році в травневому номері журналу «Сибірські вогні». Виконувач обов'язків головного редактора журналу Віталій Сєроклинов опублікував уривок протягом двох тижнів після отримання рукопису. До цього авторка надсилала текст до 13 інших видавництв і безліч журнальних редакцій. «Він надихнув мене», — згадувала авторка, — «я ж не дуже розуміла рівень тексту. Так, були відгуки знайомих, але мені була важлива реакція когось з літературного світу».

### Постановки
У 2017 році роман був поставлений як спектакль Башкирським театром драми (режисер — Айрат Абушахманов). У 2019 році ця постановка — володар спецпремії "За сценічне прочитання роману Гузелі Яхіної «Зулейха відкриває очі» театральної премії-фестивалю «Золота маска» і номінант в номінаціях:
- «Найкращий спектакль великої форми»
- «Найкращий режисер» (Айрат Абушахманов)
- «Найкраща жіноча роль» (Рімма Кагарманова)
- «Найкраща робота художника» і «Найкраща робота художника по костюмах» (Альберт Нестеров)
- «Найкраща робота художника по світлу» (Ільшат Саяхов)

## Відгуки критиків
Юрій Поляков розкритикував роман відразу після його виходу: «Дебютна книга „Зулейха відкриває очі“, яка отримала головний приз „великої книги“ в минулому році. Це просто смішно! Героїня - неграмотна татарська жінка, яка живе практично на рівні біологічних інстинктів, в який момент дивиться на карту і бачить на ній огидну істоту рожевого кольору (Радянський Союз), яка тягне до неї свої щупальця... Пардон, про яку карту мова? Це ж неграмотна жінка! Вона ж навіть не знає, де Росія знаходиться. Але автору наплювати на художність, їй треба було просто висловити своє негативне ставлення до СРСР ... За що? Дорогі товариші татари, ви отримали державність в рамках СРСР. У царській імперії у татар її не було, вони її втратили при Івані Грозному і існували тільки як мусульманська конфесія. І ось саме такі книги отримують премії. Вони безпорадні» .
Татарський громадський діяч і драматург Рабит Батулла виступив проти того, щоб Яхіну називали татарською письменницею, зазначивши, що автор не пише татарською мовою, і що характери персонажів надумані та неправдоподібні, а опис татарського побуту і традицій не відповідають дійсності і є проявом неповаги до всього татарського народу.
Критично відгукнулася також Клара Балтіна, назвавши п. Яхіну однією з "штучно виведених і прихильно заохочуваних владою літературних фігур": "Мова роману в першій половині відверто примітивна. Автор не пише, а просто переказує сюжет, сам текст не чіпляє. У автора явно відсутнє те, що прийнято називати авторським стилем».

## Вплив в культурі
До 2017 року було перекладено 18 мовами, поставлено в Башкирському драматичному театрі. Виробництвом однойменного серіалу для телеканалу «Росія 1» займалася кінокомпанія «Русское».13 квітня 2020 року на телеканалі «Росія 1» показана перша серія однойменного серіалу. У головній ролі — Чулпан Хаматова. Також у серіалі знімаються Юлія Пересільд, Сергій Маковецький, Роман Мадянов, Євген Морозов, Олена Шевченко, Олександр Баширов, Раміль Сабітов та інші артисти. Режисер фільму — Єгор Анашкін.

## Нагороди
- 2015 — літературна премія «Велика книга»
- 2015 — літературна премія «Ясна Поляна», номінація «XXI століття»
- 2015 — літературна премія «Книга року»[13]
- 2017 — літературна премія «Премія Читача»[14]

## Видання
- Яхина Г. Ш. Зулейха открывает глаза: роман. — [Худож.: Андрей Рыбаков. Предисл. Людмилы Улицкой]. — М.: АСТ, редакция Елены Шубиной, 2015. — 508 с. ISBN 978-5-17-090436-5
- Яхина Г. Ш. Зулейха открывает глаза: роман. — [Худож.: Андрей Рыбаков. Предисл. Людмилы Улицкой]. — М.: АСТ, ред. Елены Шубиной, печ. 2016. — 508 с. — 10 000 экз. ISBN 978-5-17-090436-5
- Яхина Г. Ш. Зулейха открывает глаза: роман. — М.: АСТ, Ред. Елены Шубиной, 2019. — 508 с. — 50 000 экз. (Проза Гузель Яхиной) ISBN 978-5-17-090436-5

Звукозапис
- Яхіна Р. Ш. Зулейха відкриває очі [Електронний ресурс]: аудіокнига [Звукозапис]. Читає Олена Калабіна. — М.: АСТ, cop. 2016. — 1 електрон. опт. диск (MP3). (Аудіокнига mp3)